# 服部良一 (政治家)
服部 良一（はっとり りょういち、1950年2月24日 - ）は、日本の政治家。社会民主党所属の元衆議院議員（1期）、社会民主党幹事長（第10代）兼選挙対策委員長。政界進出前は総評傘下の労働組合(総評全国金属昭和起重機)で支部長をしていた。

## 経歴
1950年、福岡県八女市に生まれる。父親は元朝鮮総督府の鉄道敷設の技術者。
1965年、久留米大学附設高等学校入学。
1969年、京都大学法学部に入学。後に中退し、大阪府へ移住。
1973年、大阪の機械メーカーの昭和起重機入社。労働組合に加わり、後に総評全国金属昭和起重機の支部長を務めた。
2006年、同社を55歳で退社。
2007年、第21回参議院議員選挙において、大阪府選挙区（定数3）から社会民主党公認（9条ネット推薦）で出馬したが、6位で落選。同選挙落選後から、山内徳信参議院議員の公設秘書を務める。
2009年、第45回衆議院議員総選挙に比例近畿ブロック単独で立候補する。社民党は比例近畿ブロックで1議席を獲得。大阪10区で当選した辻元清美以外で、重複立候補していた小選挙区の社民党候補者の得票が全員、有効投票総数の10%を下回ったため当選資格を失い、同党比例名簿の下位（4位）に登載されていた服部が初当選した。
2010年1月、社民党常任幹事、国対副委員長に就任。
2012年2月25日、社民党の幹事長選挙に立候補。重野安正の173票に対し、57票で落選した。党常任幹事を退任。同年12月、第46回衆議院議員総選挙に再び比例近畿ブロック単独で立候補する。社民党は同ブロックで議席を獲得できなかったため、落選。
2014年2月、第14回定期全国大会で党常任幹事に復帰。同年12月、第47回衆議院議員総選挙に大阪8区及び比例近畿ブロックから社民党公認で重複立候補するも落選。
2017年10月、第48回衆議院議員総選挙には大阪9区に社民党公認、立憲民主党推薦で出馬したが、選挙区で敗れ、比例復活もならず落選した。
2020年12月、社民党幹事長兼選対委員長の吉田忠智が立憲民主党に合流する意向を示し、離党したことに伴い後任の幹事長兼選対委員長に就任。このほか、政策審議会長も兼任していたが、政審会長職については2022年3月に退任した（後任は新垣邦男）。
2022年5月、社民党は同年7月の第26回参議院議員通常選挙に服部を東京都選挙区の候補者として擁立する事を発表。投開票の結果、落選した。

## 政策
- 選択的夫婦別姓制度導入に賛成[14]。第180回国会法務委員会では、「選択的夫婦別姓の導入など民法の改正を求めることに関する請願」を提出している[15]。
- 永住外国人の地方参政権：賛成[16]

## 活動・主張
- 2009年10月28日、衆議院第2議員会館で開催された「戦時性暴力問題連絡協議会」の主催による院内集会に参加し、李容洙ら慰安婦に対して「東アジア共同体は戦後補償抜きに実現してはならない」と述べた[17]。
- 2010年10月7日、衆議院第2議員会館で開催された「韓国・朝鮮の遺族とともに遺骨問題の解決へ全国連絡会（代表：上杉聰）」に藤谷光信・今野東・相原久美子・白眞勲・石毛鍈子と共に参加し、「（日本国は朝鮮半島に対する植民地支配の）責任を認め、（問題解決の）早期実現に全力でとりくむ」ことを求める決議を採択する[18]。
- 2011年5月、「朝鮮王朝儀軌」の日本からの返還を目指す韓国の市民団体「朝鮮王朝還収委員会」から、日本の国会議員として、日本共産党の緒方靖夫副委員長（元参院議員）、日本共産党笠井亮議員、民主党石毛鍈子と共に、社民党で唯一表彰された[19]。
- 2011年10月12日、韓国の日本大使館前で行われた元慰安婦を支援する団体の反日デモに参加し「公式な謝罪をしていないのは、日本の国会議員として恥ずかしい。帰国したら慰安婦問題を広める」と発言[20]。
- 2011年12月14日に日本軍『慰安婦』問題解決全国行動が開催した韓国水曜デモ1000回アクション in Tokyoに参加した[21][22]。
- 2012年6月15日衆議院外務委員会で731部隊の生物兵器使用について質問した[23]。
- 2022年5月、朝鮮総連の第25回全体大会に出席し、平和憲法を守ってアジアの平和を作っていきたいという趣旨の挨拶をおこなった。北朝鮮が日本海に向けてミサイル発射を繰り返していることについては、「（ミサイル発射は）アメリカを想定したもの。日本は憲法9条があるから侵略はしない前提があるので、標的にはなっていない。」と主張した[24]。
- 2022年の朝鮮総連による全体大会に、社民党幹事長として来賓参加した。立憲民主党の源馬謙太郎衆院議員、日本維新の会の鈴木宗男も出席し、挨拶した[1]。

## 議員連盟
- 立憲フォーラム（会員世話人）

## 役職
- 阪神大震災被災地のつどい 実行委員長[25]
- 「しないさせない戦争協力」関西ネットワーク 共同代表[25]
- 沖縄と共に基地撤去を目指す関西連絡会 共同代表[25]
- 大江健三郎・岩波書店沖縄戦裁判支援連絡会 世話人[25]
- 金城実彫刻展 事務局長[25]

## 支持団体
- サポートユニオンwithyou[26]

## 受賞
- 朝鮮王朝儀軌還収功労記念品―韓国の団体「朝鮮王朝還収委員会」より[27]